# 香港的士 -Hong Kong Taxi-
『香港的士 -Hong Kong Taxi-』（ホンコン・タクシー）は、2016年8月3日に発売されたクレイジーケンバンド17枚目のアルバムで初のセルフカバー・アルバム。DVD付初回限定盤と通常盤の2形態で発売。2018年11月3日には2枚組LPレコードでも発売されている。

## 概要
横山剣デビュー35周年記念作品。元町ショッピングストリート「チャーミングセール秋」CMソング『モトマチブラブラ』収録。DVDには「香港的士」MUSIC VIDEOとメイキング映像、「モトマチブラブラ」MUSIC VIDEOを収録。

## 収録曲
作詞・作曲・編曲：横山剣（特記以外）

### CD
1. 香港的士　- Hong Kong Taxi - 神崎まきに楽曲提供
（作詞：横山剣/山田ひろし）
2. 本牧 ソウルレディ　MOONDOGSに楽曲提供
3. タイムトンネル　TUBEに楽曲提供
4. 退屈な日曜日　SMAPに楽曲提供
5. T字路（duet：野宮真貴）　小泉今日子＆中井貴一に楽曲提供
6. 女ともだち　和田アキ子に楽曲提供
7. 欧陽菲菲　グループ魂に楽曲提供
8. eye catch　湾仔巴士站 - Wan chai Bus Stop -
9. バスが来る　神崎まきに楽曲提供
（作詞：横山剣/山田ひろし）
10. オヤコのマーチ　シゲル・ブラウン（松崎しげる）に楽曲提供
（作詞：Elvis Woodstock）
11. アルゼンチン逃避行　ジェロに楽曲提供
（作詞：秋元康）
12. 第三京浜　渚ようこに楽曲提供
13. 茶番劇　一青窈に楽曲提供
（作詞：一青窈）
14. eye catch　- Honmoku Central Station -
15. TOTSUZEN CAR CLUB[5]
16. モトマチブラブラ[6]
17. BABY BABY BABY　ダックテイルズ時代の楽曲
18. PLEASE　ダックテイルズ時代の楽曲
19. シンデレラ・リバティ　クールス時代の楽曲

### DVD
1. 「香港的士」MUSIC VIDEO
2. 「モトマチブラブラ」MUSIC VIDEO
3. MAKING OF 「香港的士」 MUSIC VIDEO & ARTIST PHOTO SESSION